# Cint G
Cinthia Estrella Gutiérrez Lupinta (Lima, 9 de enero de 2001, conocida por su nombre artístico Cint G o también como Cint Gutiérrez, es una cantante, compositora y celebridad de Internet peruana, que ha desarrollado su carrera musical dentro de los géneros fusión y pop. Es la hija del fallecido cantante de cumbia peruana Tongo.

## Biografía
Nació el 9 de enero de 2001 en Lima; bajo el nombre completo de Cinthia Estrella Gutiérrez Lupinta.[cita requerida]
Proveniente de una familia ligada a la música, es la hija de los cantantes Abelardo Gutiérrez «Tongo» y Gladys Lupinta, siendo la última de siete hermanos. Vivió sus primeros años en el distrito de La Victoria.
Gutiérrez realizó sus estudios superiores de Hotelería y Turismo, adicionando con el de Idiomas y Diseño. Posteriormente, trabajó como anfitriona en diferentes eventos locales, para luego incursionarse en la música continuando el legado familiar.
Comenzó su carrera artística a los diecinueve años, participando como integrante de algunas bandas musicales. Pero fue hasta el año 2020, cuando optaría su incursión en el género pop, bajo el nombre inicial de Cint Gutiérrez, debutando así como solista, lanzando su primera canción ¡No!. Al año siguiente, estrenó sus siguientes materiales: «Fuego», «Sorry ×2» y su disco debut No te olvidé.
Fruto de su fama musical, le ha permitido a saltar a la fama internacional, en el cual ha trabajado en proyectos musicales en México. Además estuvo en negociaciones con una productora musical sin éxito, producto de la pandemia de COVID-19, y fue invitada a los programas de la televisión mexicana como Un día con las estrellas de la cadena TV Azteca.
Tras atravesar el fallecimiento de su padre Tongo en 2023, lanza el recopilatorio La pituca en inglés bajo el formato de chicha-pop, como homenaje a la carrera musical de su progenitor, en el cual llegó a participar en su videoclip musical al lado de Mark Vito, exesposo de la política Keiko Fujimori.Al poco tiempo, lanzó su versión en idioma quechua.
Previo a ello, fue parte del material Bad Girl y renombró su nombre artístico a la de Cint G.En ese año, lanzó el tema musical recopilatorio «Me calmas», obteniendo una aceptación en los medios de comunicación.
En ese mismo año, continuó con su carrera musical estrenando el cover de «Sufre peruano sufre», que fue grabado en Buenos Aires y en el Cerro San Cosme, en el distrito de La Victoria.Además, anunció su participación en la Competencia Internacional del Festival Internacional de la Canción de Viña del Mar 2024 con su recopilatorio de «La pituca», que finalmente descartó su participación en ese año.[cita requerida]
En el año 2024, estrenó su sencillo En alguna otra vida y colabora con la banda sonora de la película Vaguito, interpretando la canción «Corazoncito», bajo la composición de su autoría. En ese mismo año, fue anunciada como participante del programa concurso culinario El gran chef famosos de Latina Televisión, donde cuenta con la presencia de otras celebridades de su país.

## Discografía

### LP en estudio
- 2021: No te olvidé
- 2022: Bad Girl
- 2022: La pituca
- 2022: Rápido o lento
- 2022: Vichayito
- 2023: Me calmas
- 2023: Sufre peruano sufre
- 2023: La pituca en inglés
- 2023: La pituca en quechua
- 2023: Barbies
- 2023: Canto pa' mi gente
- 2023: Borrarte
- 2024: En alguna otra vida
- 2024: Corazoncito